# オーミン・ホージャ
オーミン・ホージャ（ウイグル語: ئىمىن خوجا, 康熙33年（1694年） - 乾隆42年（1777年））は、トルファンの初代ジャサク。

## 生涯
清から多羅郡王に封じられた。大小ホージャの乱の鎮圧に貢献し、乾隆帝よりウイグル系人臣の中で最も重い「ホージャ」の称号を授けられた。
| スタブアイコン | サブスタブ | この項目は、まだ閲覧者の調べものの参照としては役立たない、人物に関連した書きかけの項目です。この項目を加筆・訂正などしてくださる協力者を求めています（P:人物伝/PJ:人物伝）。 |